# Palatul Élysée
Palatul Elysee (în franceză Franceză: Palais de l'Elysée) este sediul Președinției Republicii Franceze și reședința oficială a președinților Franței. Este situat lângă Bulevardul Champs-Élysées din Paris.